# Aktie

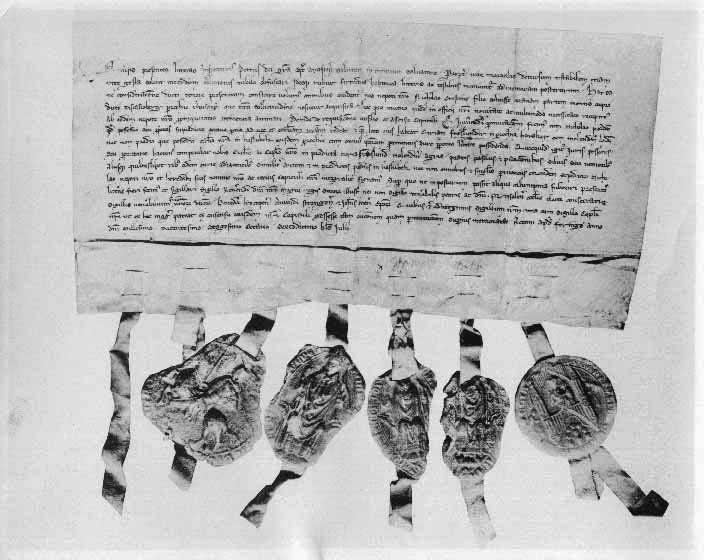
Fastebrev för köp av 1/8 andel i gruvan i Tiskasjöberg, senare Stora Kopparberg och mer känt som Falu koppargruva, daterad 16 juni 1288. Företaget lever vidare idag genom Stora Enso.

En aktie är en andel i ett aktiebolag, som motsvarar en kapitalinsats från ägaren, och som bildar bolagets aktiekapital. En aktie är i grunden en rätt till bolagets tillgångar och resultat sedan bolagets fordringsägare fått sitt.

## Allmänt
Ordet aktie kommer från det holländska ordet actie som i sin tur kommer från latinets actio som kan härledas till agere - att handla.
Värdet på en aktie är beroende av bolagets lönsamhet och aktiekapital är därför att betrakta som riskkapital. Aktieägarna har dock begränsat ansvar för bolagets verksamhet i den meningen att de inte kan förlora mer än vad de satsat i bolaget. Aktieinnehavaren kan genom sitt delägarskap i bolaget få en rätt att delta och rösta på bolagsstämmor och ta del av bolagets vinst i form av löpande aktieutdelning. Antalet aktier och aktiekapitalet i bolaget kan förändras vid nyemission, emission och split.
I vissa länder, som Sverige, kan aktier utges i olika serier – A, B, C, D – med varierande villkor för respektive serie i såväl rösträtt som rätt till andel av aktieutdelning, ibland rätt att tillsätta ledamöter i bolagsstyrelsen eller andra särbestämmelser. Dessa förmåner/villkor kan variera från bolag till bolag (och beroende på gällande lagstiftning vid olika utgivningstillfällen) och behöver inte nödvändigtvis innebära att A-aktien äger högre värde eller förmåner än övriga. Det kan ibland vara tvärtom, varför man måste studera villkoren för varje bolag separat. Villkoren för olika serier beror inte sällan på utgivarens ekonomiska situation vid nyemissioner, till exempel huruvida man har solid ekonomi och gott anseende eller befinner sig i trängande behov av nytt kapitalinflöde. Det finns även olika typer av aktier som garanterar olika villkor, bland dessa finns stamaktier (vanligaste typen) som garanterar rösträtt vid stämmor samt utdelning. Det finns även preferensaktier, dessa brukar ha rätt till begränsad rösträtt eller ingen rösträtt alls, men de har förtur över stamaktierna till utdelning och kan även ha rätt till en fast utdelning.

## Rösträtt
Man skiljer i Sverige mellan olika serier av aktier (A, B, C, D), där A-aktierna ofta berättigar innehavaren till fler röster under omröstningar på bolagsstämman. Ofta motsvarar B- eller C-aktien 1/10 (en tiondels så många röster) A-aktie, men även äldre 1/1000 (en tusendels antal röster) inflytandegrader förekommer. Detta tillämpas när de ursprungliga aktieägarna vill behålla makten i företaget, men ändå ta in mera riskkapital. Idag får inga aktier med mindre än en tiondels antal röster utges i Sverige.

## Aktieutdelning
Bolagsstyrelsen framför en rekommendation till bolagsstämman om aktieutdelningens storlek, men det slutliga beslutet fattas av aktieägarna med enkel majoritet. Bolagsstämman kan även besluta (eller bemyndiga styrelsen att besluta) om aktieåterköp.

## Split
- Split – En aktie delas upp i flera aktier. En "split 5:1" betyder då att man får 5 nya aktier mot 1 gammal. De nya aktiernas sammanlagda värde är lika stort som den gamla aktien, det vill säga spliten förändrar inte värdet på innehavet.
- Omvänd split – motsatsen till split, sammanslagning av aktier. En omvänd split "1:3" innebär att 3 aktier, nu har blivit 1 aktie. Det totala aktievärdet är fortfarande detsamma före och efter en omvänd split, bara att det fördelas på färre aktier.[7]

## Teckningsrätt
En teckningsrätt är ett värdepapper som ger innehavaren rätt att teckna aktier vid en nyemission. Innehavaren av teckningsrätterna erbjuds att köpa ett visst antal aktier i ett företag till ett givet pris på en given tidpunkt i framtiden. Priset på de nyemitterade aktierna är vanligtvis lägre än motsvarande marknadspris, och syftar till att attrahera nytt kapital till företaget. 
Aktieägare i företaget erhåller teckningsrätter i proportion till sitt aktieinnehav före emissionen. Exempelvis kan tre gamla aktier ge rätt att teckna en ny aktie, vilket skrivs 1:3. Detta kan även uttryckas som att det krävs tre teckningsrätter för att teckna en ny aktie.

## Aktieoption
- En säljoption är ett kontrakt som ger innehavaren rätten, men inte skyldigheten, att sälja en aktie till ett förbestämt pris på ett definierat förfallodatum. Värdet på en säljoption går ner när marknadspriset på den underliggande aktien sjunker.
- En köpoption är ett kontrakt som ger innehavaren rätten, men inte skyldigheten, att köpa en aktie till ett förbestämt pris före ett definierat förfallodatum. Värdet på en köpoption går upp när marknadspriset på den underliggande aktien stiger.[10][11][12]

## Kapitalallokering
Utöver aktieutdelning och aktieåterköp finns det tre ytterligare sätt ett aktiebolag kan disponera över sitt kapital för att skapa värde till aktieägare. Genom att köpa andra företag, genom att investera i värdepapper, eller genom att återinvestera överskottet inom verksamheten för högre tillväxt.
För att summera, kan företag allokera sitt kapital på fem olika sätt:
1. Ge utdelning
2. Återinvestera i verksamheten (som tillväxtbolag)
3. Köpa tillbaka sina egna aktier
4. Köpa ett annat bolag
5. Investera i värdepapper

Vilket av dessa fem som skapar mest värde för aktieägare beror på situationen. Det skiljer sig mellan företag och branscher.

## Historia

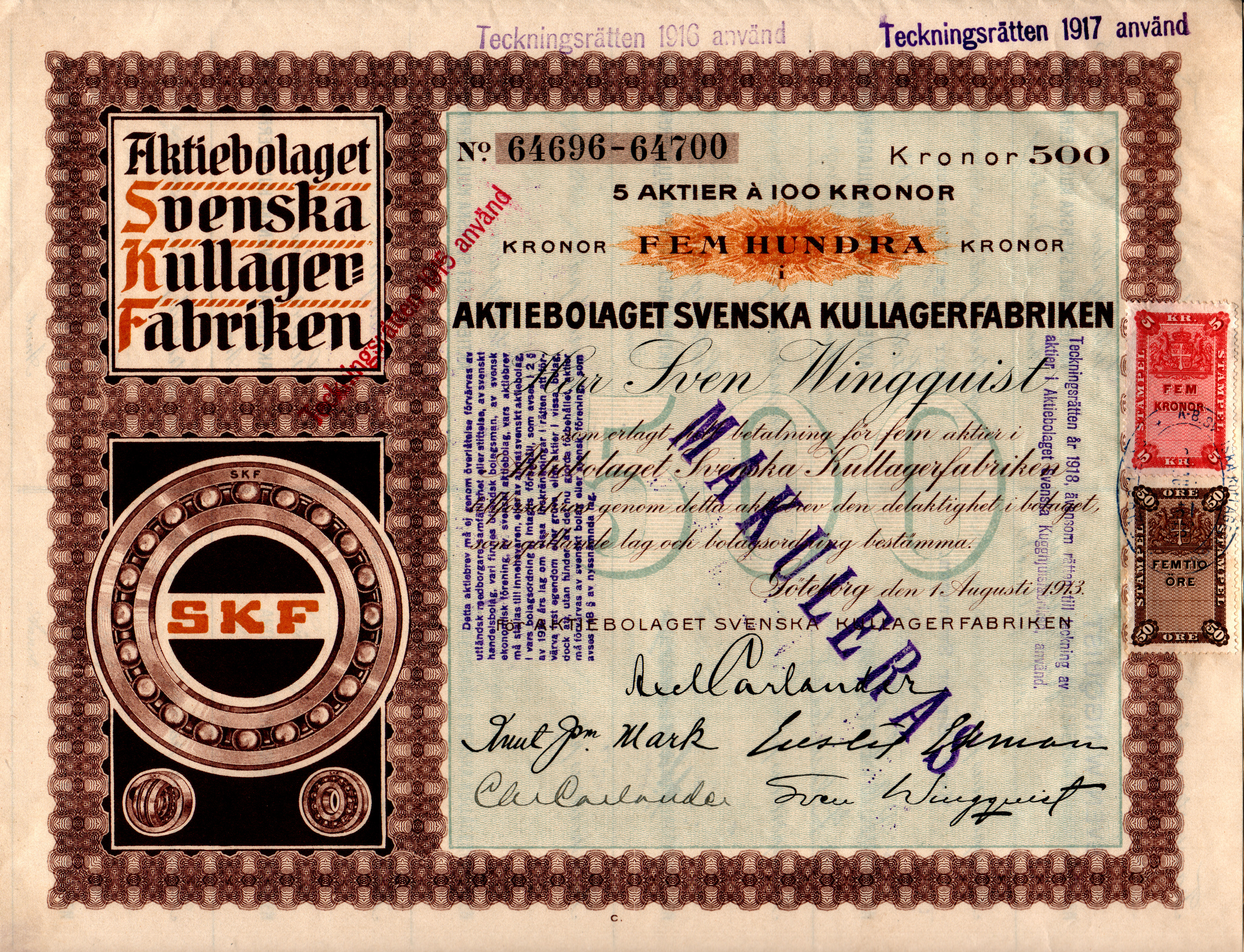
Detta aktiebrev för Svenska Kullagerfabriken utfärdat den 1 augusti 1913 visar hur aktiebreven utfärdades till en viss person med ett visst antal aktier till ett visst belopp.

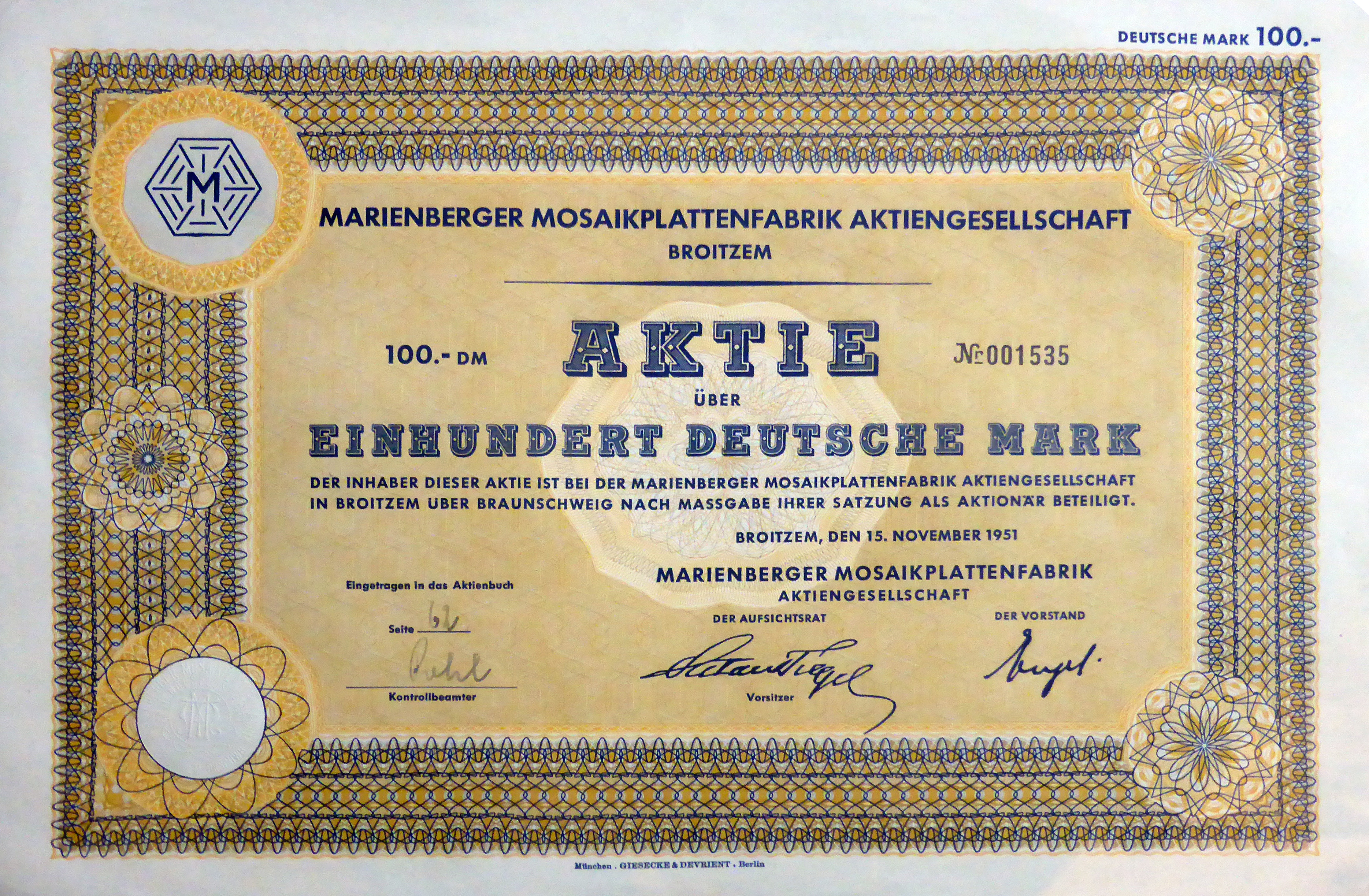
Tyskt aktiebrev från den 15 november 1951.

De första diskussionerna om att använda aktiebolagsformen i Sverige inleddes under liberaliseringsreformerna åren 1848-1864, när Riksdagen 1847–1848 antog Sveriges första aktiebolagslag. Bolagsformen drevs fram som en effekt av industrialiseringen av Sverige. De viktigaste elementen var att aktieägarna inte hade något personligt ansvar för bolagets verksamhet, och att bolagen ålades att hålla en årlig bolagsstämma där verksamhet och ekonomi redovisades.

## Aktiemarknaden
För att förmedlingen av riskkapital mellan företag och en bredare skara investerare ska ske så effektivt som möjligt är det ofta fördelaktigt att vända sig till en organiserad marknadsplats för aktier. Om aktiebolaget är noterat på en aktiebörs kan köpare och säljare enkelt handla med varandra. Den övervägande delen av handeln i svenska aktier sker fortfarande över Stockholmsbörsen. Vid sidan av handeln på Stockholmsbörsen organiseras aktiehandel även lokalt hos värdepappersinstitut och på några mindre marknadsplatser.
2,2 miljoner svenskar var aktieägare sista december år 2007 om man inte räknar in dem som är ägare indirekt genom pensionssystemet eller genom att spara pengar i aktiefonder.
Tidigare var det vanligt att köpa eller sälja i form av börsposter som omfattade till exempel 100 eller 200 aktier. Sedan 13 oktober 2008 är dock handeln med börsposter avskaffad vilket innebär att man kan handla precis så många aktier som man själv vill. Handlar man få aktier via en bank eller annan kommissionär blir dock avgiften för köpet (Courtaget) ofta väldigt högt i relation till den totala köpesumman.